# Clunyi Szent Odilo
Clunyi Szent Odilo (franciául: Odilon de Cluny; Auvergne, 962. – Souvigny, 1049. január 1.) a clunyi apátság ötödik apátja, a clunyi reformok élharcosa.

## Élete
Nemesi családban született, ennek ellenére klerikus lett, majd szerzetesi ruhát öltött magára a clunyi apátságban, amelynek apátja akkoriban Szent Majolus volt. Az apát 991-ben helyettesévé nevezte ki, majd halála után, 994-ben Odilo lett az apát.
A kortárs írások szerint Odilo nagyon vallásos, bölcs ember volt, kiváló szervező képességgel megáldva. A szerzetesekkel szemben elnéző volt, amit egyszer a szemére is vetettek, amire ő így válaszolt: "Ha el kell kárhoznom, akkor ez történjék inkább az elnézésem, mint a keménységem és kegyetlenségem miatt."
Odilo 1030 körül bevezette kolostorában a halottakról való megemlékezés napját. Ezt vette át az Egyház később mint a Halottak napját.
Az apát igyekezett jó viszonyban lenni kora fejedelmeivel. II. Henrik német-római császár tisztelete jeléül nagy értékű császári jelvényeket adományozott neki, amelyet ő 1033 körül, egy nagy éhínség idején eladott és az árát az éhezőknek osztotta ki. 1002-től a császár tanácsadója volt. II. Henrik halála után is igyekezett folytatni diplomáciai munkáját. Így többek között közvetítőként működött II. Konrád német-római császár és II. Róbert francia király nézeteltéréseiben. 1041-től csatlakozott a Treuga Dei (Isten békéje) mozgalomhoz.
Apátsága a clunyi apátság fénykorát jelentette. Több mint félszázados apátsága alatt nagy mértékben gyarapodtak az apátság filiái és birtokai. Odilo nagy méretű építkezéseket is folytatott, életrajzírója, Jotsaud szerint: "Clunyben a templomon és a falakon kívül mindent megújított."
IX. Benedek pápa 1033-ban felajánlotta neki a lyoni püspökséget, de Odilo nem fogadta el a megtiszteltetést. Teljes erejét a clunyi apátság belső szervezetének megreformálására fordította. Ennek érdekében két gyűjteményt is készített: a Consuetudines Antiquiorest és a Consuetudines Farfensest. Ezenkívül néhány prédikációja, egy levele, valamint egy himnusz maradt tőle az utókorra, amelyet Majolus apát tiszteletére írt. Szent Majolus apátnak az életrajzát is megírta.
1043-tól egyre többet betegeskedett. Halála közelségét érezve elhatározta, hogy végiglátogatja kolostorait. Egyik ilyen látogatása során Souvigny-ben 1049. január 1-én éjjel meghalt. A nagy tiszteletnek örvendő apátot II. Sándor pápa 1063-ban szentté avatta.
Életrajzát 1052-ben Jotsaud clunyi szerzetes írta meg.